# 鏟吻護尾鮠
鏟吻護尾鮠為輻鰭魚綱鯰形目平鰭鮠科的其中一種，為熱帶淡水魚，分布於非洲奧克維河與剛果河流域，體長可達15公分，棲息在底層水域，生活習性不明。